# Kontusz

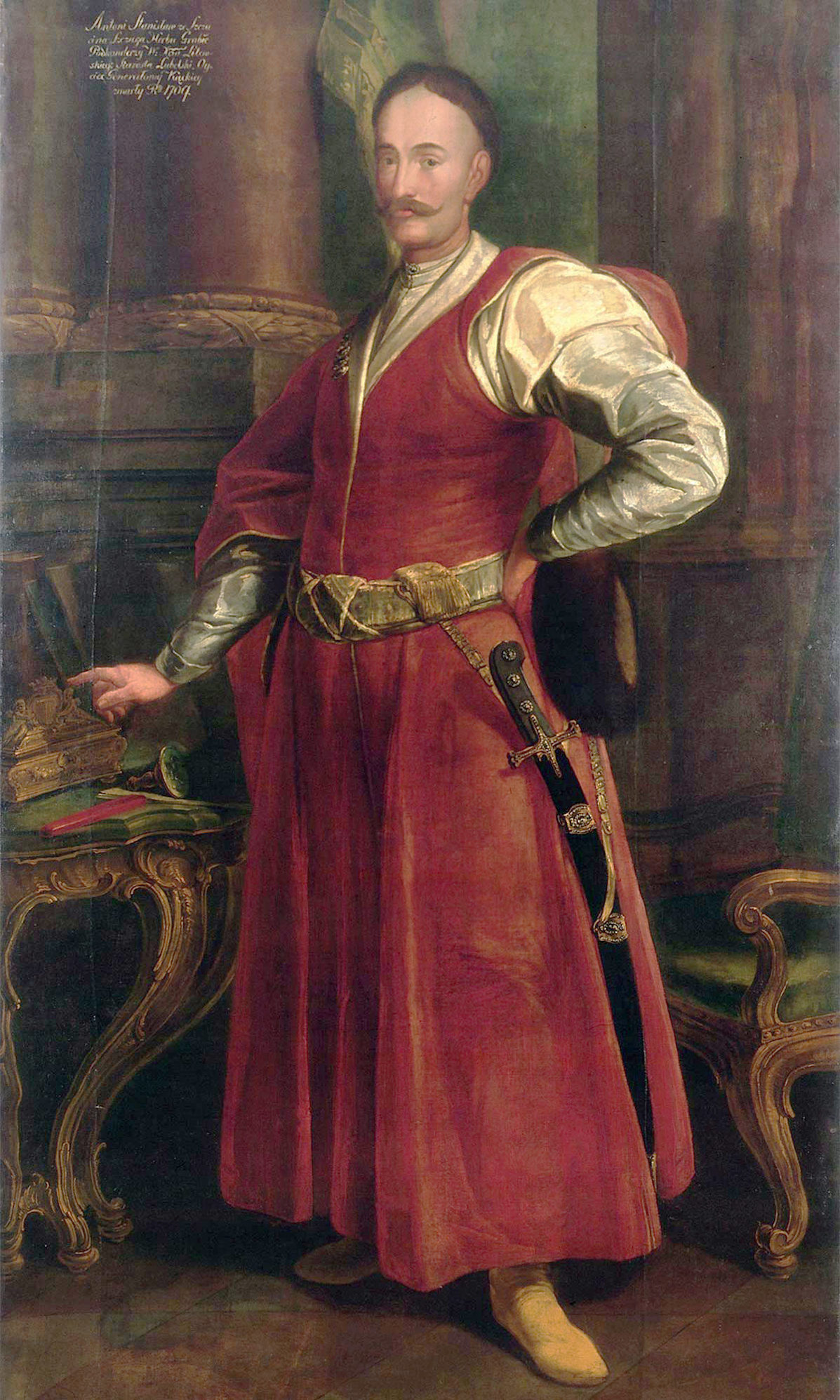
Szlachcic Stanisław Antoni Szczuka w reprezentacyjnym czerwonym kontuszu tradycyjnym sarmackim stroju. Popularny, imaginacyjny portret Stanisława Antoniego Szczuki, ok. 1735-1740, nieznanego autora, pałac w Wilanowie, galeria

Kontusz (węg. köntös – suknia z tur. kontos; rum. contas; bułg. kontos) – szata wierzchnia, rodzaj płaszcza lub kamizelki, z typowymi tzw. wylotami, czyli rozciętymi od pachy do łokci rękawami, które albo luźno zwisały, albo, odrzucone do tyłu, odsłaniały żupan. Element polskiego stroju narodowego.
Kontusz był przewiązany ozdobnym pasem kontuszowym.
Był to charakterystyczny element stroju polskiej szlachty w XVII i XVIII wieku. Noszony był także przez zamożne mieszczaństwo, choć przepis nakazywał mieszczaninowi przewiązywać pasem nie kontusz, a żupan. W czasach saskich oraz za panowania Stanisława Augusta Poniatowskiego noszenie się „z polska” stało się też pewnego rodzaju manifestacją polityczną.
W początkach XIX wieku został zastąpiony znacznie tańszym frakiem, a później surdutem, jednak jeszcze w latach 60. przeżywał renesans w Galicji, kiedy władze austriackie zezwoliły obywatelom Krakowa i Lwowa na występowanie w strojach narodowych podczas oficjalnych okazji. Jako odświętny strój kontusz pojawiał się jeszcze do dwudziestolecia międzywojennego, zwłaszcza na uroczystościach rodzinnych zamożnego ziemiaństwa i arystokracji: ślubach, zjazdach, pogrzebach. Pan młody miał wówczas na sobie żupan, kontusz, delię, na głowie czapkę z przypiętymi piórami, u boku karabelę wysadzaną drogimi kamieniami. Panna młoda zakładała biały kontusik ozdobiony futerkiem.